# SN 1999eb
SN 1999eb – supernowa typu IIn odkryta 2 października 1999 roku w galaktyce NGC 664. W momencie odkrycia miała maksymalną jasność 16,20m.